# Worth Mitten
Worthington Longfellow Mitten (* 10. Januar 1884 in  Davenport; † 2. März 1940 ebenda) war ein US-amerikanischer Radrennfahrer und Fahrradbauer.
Worth Mitten gehörte zu den Sechstagefahrern der ersten Generation. Insgesamt startete er bei 25 dieser Wettbewerbe in Nordamerika, von denen er zwei in Des Moines gewann: 1913 mit Gordon Walker und 1915 mit Jack Blatz. 1912 nahm er mit Iver Lawson am Sechstagerennen in Melbourne teil, das Duo belegte Rang zwei. Im Mai 1914, kurz vor Ausbruch des Ersten Weltkriegs, reiste er nach Europa, wo er unter anderem in Berlin Rennen bestreiten und an den Bahn-Weltmeisterschaften in Kopenhagen im Steherrennen starten wollte. Das Profi-Rennen der Weltmeisterschaft wurde jedoch nicht ausgetragen, weil wenige Tage zuvor der Krieg begonnen hatte. Mitten war von 1908 bis 1919 Berufssportler.
In seiner Heimatstadt Davenport eröffnete Mitten, der sehr klein war, eine Fahrradproduktion und baute Räder für Rennfahrer, so für seinen Schützling, den Olympiateilnehmer Victor Hopkins. Erkennungszeichen seiner Räder war eine typische rot-braune Lackierung. Zudem produzierte er eigene Reifen. Er war der Begründer des Davenport Cycling Clubs.